# 国分博
国分 博（こくぶ ひろし、1978年11月1日 - ）は、日本の元タレント、元俳優である。元ジャニーズJr.の一員。東京都多摩市出身。

## 略歴
- 1991年、ジャニーズ事務所に入所。同期は小原裕貴。
- 1996年、ジュニアドラマシリーズ『クラインの壺』（NHK教育テレビ）に主演。
- 1997年 - 1998年、京都シアター1200で興行された舞台『Kyo to Kyo』に、2年連続でメイン出演を果たす。1997年のJr.公演最初から、1998年のラストまで出ていた最長出演者で功労者。
- 1998年末にジャニーズ事務所を退社。
- ジャニーズ事務所退所後、都内の飲食店でバーテンダーとして10年ほど勤務。その後、京都に移り住み、飲食店に勤務しながら以前より興味のあった京料理を学ぶ[3]。のちに帰京して飲食業に従事。
- 2022年、タクシー事業者・グリーンキャブに就職、タクシードライバーとして勤務している[3]。また、同年12月、芸能事務所「ビッグ・ブッキング・エンターテインメント」にも籍を置き、営業マネージャー業も行っている[4]。
- 2022年12月29日、ジャニーズ事務所時代の一カ月後輩にあたるの喜多見英明（元ジャニーズJr.）とYouTubeチャンネル「全力生存確認」を開設[3]。
- 2023年1月、Twitterアカウント取得。

## 出演

### テレビ

#### ドラマ
- ツインズ教師（1993年4月12日 - 1993年6月28日、テレビ朝日） - 春日進 役
- 人間・失格〜たとえばぼくが死んだら（1994年7月8日 - 9月23日、TBS） - 間中俊平 役
- 新・赤かぶ検事奮戦記（1994年12月17日・1995年10月21日、テレビ朝日） - 柊誠二 役
- 我慢できない!（1995年1月9日 - 2月27日、フジテレビ） - 高槻準 役
- クラインの壺（1996年3月18日 - 29日、NHK教育テレビ） - 主演・上杉彰彦 役
- 渡る世間は鬼ばかり第3シリーズ 第25話・第27話（1996年、TBS） - 古賀 役

#### バラエティー
- 愛LOVEジュニア（1996年4月8日 - 1998年9月28日、テレビ東京） - 不定期出演
- SHOW-NEN J（1998年6月2日ほか、テレビ朝日） - 不定期出演

### 舞台・ミュージカル
- PLAYZONE'92 さらばDiary（1992年7月11日 - 8月16日、青山劇場・大阪フェスティバルホール）
- ジャニーズ・ファンタジー「KYO TO KYO」（1997年 - 1998年、京都シアター1200）
- PLAYZONE'97 RHYTHM II（1997年7月12日 - 8月11日、青山劇場・大阪フェスティバルホール）

## Jr.時代の参加ユニット
- J-Eleven
- MASK
- KYOTO大原村
- MAIKO&お国